# Uriah Heep (glazbeni sastav)
Uriah Heep je engleski rock sastav. Osnovan je 1969. godine. Smatra ga se jednim od najkreativnijih hard rock sastava ranih 1970-ih. Najavili su pokret progresivnog rocka desetljeća. Uriah Heepov zvuk bio je svojstven po osebujnoj mješavini progresivnog rocka, art rocka i heavy metala koja je sadržavala silnu uporabu klavijatura, snažne vokalne harmonije, a ranih godina i kvazioperni glas Davida Byrona. Dvanaest albuma je došlo do britanske ljestvice (Return to Fantasy do 7. mjesta 1975.) dok od petnaest albuma koji su se našli na Billboard 200, najuspješniji je bio album Demons and Wizards  koji je došao do 23. mjesta. Kasnih 1970-ih bio je vrlo uspješan u Njemačkoj, gdje je singl "Lady in Black" bio velika uspješnica. Zajedno s Led Zeppelinom, Black Sabbathom i Deep Purpleom činio je vrh glazbene pozornice ranih 1970-ih i Veliku četvoricu hard rocka.
Slušateljstvo Uriah Heepa smanjilo se 1980-ih. U SAD i Ujedinjenom Kraljevstvu postigli su kultni status. Danas još uvijek imaju vjerno slušateljstvo te sviraju po jugoistočnoj Europi, Njemačkoj, Japanu, Nizozemskoj, Rusiji i skandinavskim zemljama. Prodali su preko 40 milijuna albuma diljem svijeta od čega preko 4 milijuna u SAD.

## Povijest
Korijeni sastava vode u 1967. godinu kad je 19-godišnji gitarist Mick Box formirao sastav iz Brentwooda The Stalkers. Svirali su po lokalnim klubovima i pubovima. Kad im je otišao pjevač, bubnjar Roger Penlington predložio je kao zamjenu svog rođaka Davida Garricka koji je znao za sastav. Box i Garrick odmah su uspostavili tekstopisačko partnerstvo. Budući da su bili viših glazbenih aspiracija od svojih kolega, odlučili su dati otkaz na svojim radnim mjestima i profesionalno se posvetiti glazbi. Pokrenuli su novi sastav imena Spice. Tad je David Garrick promijenio prezime Byron. Na oglas u glazbenom listu javio se bubnjar Alex Napier (rođen 1947. u Glasgowu, Strathclyde, Škotska) koji se tako pridružio sastavu. Postavu je kompletirao basist Paul Newton iz The Godsa .
Od samih početaka Spice je izbjegavao svirati obrade. Box je tvrdio da su uvijek težili "...napraviti nešto izvorno." U početku ih je vodio Newtonov otac. Nakon što su skrenuli pozornost na sebe, potpisali su s Gerryjem Bronom, šefom Hit Record Productions Ltd., koji je vidio Spice u klubu Blues Loft u High Wycombeu. "Mislio sam da su sastav koji bih mogao razviti i na osnovi toga sam ih uzeo", govorio je Bron u sjećanjima poslije. Postao je menadžer sastava i potpisao je ugovor s Vertigo Recordsom, novoosnovanoj etiketi Philips Recordsa. Četverac je uskoro bio u Londonu u studiju Lansdowne, još uvijek pod imenom Spice. Tad su promijenili ime i nazvali se po poznatom liku iz romana Charlesa Dickensa David Copperfield, Uriah Heep. Prema biografu Kirku Blowsu, zbog toga što je oko Božića 1969. Dickensovo ime bilo je posvuda zbog toga što se te godine obilježavala stota obljetnica njegove smrti. Sastav je odlučio proširiti zvuk. "Bili smo snimili pola prvog albuma kad smo odlučili da bi klavijature bile dobra za naš zvuk. Bio sam veliki obožavatelj Vanilla Fudgea, njihovih Hammondovih orgulja i gitare, već smo imali Davidov visoki vibrato glas i tako smo ga odlučili oblikovati" sjećao se Box. Sesijskog glazbenika Colina Wooda doveo je Gerry Bron, za njim je došao Ken Hensley, bivši Newtonov kolega iz The Godsa, koji je bio svirao gitaru u Toe Fatu. "Vidio sam mnogo potencijala u grupi za napraviti nešto vrlo drukčije" prisjećao se Hensley. Uriah Heep mijenjao je postavu tijekom svog postojanja. Na audicijama su im bila poznata imena koja su odbili. 1977. Uriah Heep je doveo basista Trevora Boldera (prije radio s Davidom Bowieom i Mickom Ronsonom). Na audiciji za pjevača bili su ime David Coverdale (Deep Purple, Whitesnake), Ian Hunter i Gary Holton (Heavy Metal Kids), a izabrali su Johna Lawtona bivšeg člana Lucifer's Frienda i Les Humphries Singersa. S njime su se okrenuli od stihova koji su bili okrenuti fantaziji i višestranim kompozicija ka čistijem zvuku hard rocka svojstvenom tom vremenu.

## Članovi
sadašnji članovi
- Mick Box – vodeći vokal (1969–present)
- Phil Lanzon – klavijature (1986–present)
- Bernie Shaw – vodeći vokal (1986–present)
- Russell Gilbrook – bubnjevi, udaraljke (2007–present)
- Davey Rimmer – basist (2013–present; substitute - 2013; substitute for Trevor Bolder)

bivši članovi
| - Ken Hensley – klavijature, gitara (1969. – 1980.) - David Byron – vodeći vokal (1969. – 1976.; umro 1985.) - Paul Newton – bass (1969. – 1971.) - Alex Napier – bubnjevi, udaraljke (1969. – 1970.) - Nigel Olsson – bubnjevi, udaraljke (1970.) - Keith Baker –bubnjevi, udaraljke (1970. – 1971.) - Iain Clarke – bubnjevi, udaraljke (1971.) - Mark Clarke – basist (1971. – 1972.) - Lee Kerslake – bubnjevi, udaraljke (1971. – 1979., 1981. – 2007.) - Gary Thain – basist (1972. – 1975.; umro 1975.) | - John Wetton – basist (1975. – 1976.) - Trevor Bolder – basist (1976. – 1981., 1983. – 2013.; umro 2013.) - John Lawton – vodeći vokal (1976. – 1979.; zamjena - 1995., 2013.; zamjena Bernieju Shawu) - John Sloman – vodeći vokal, klavijature (1979. – 1981.) - Chris Slade –bubnjevi, udaraljke (1979. – 1981.) - Gregg Dechert – klavijature (1980. – 1981.) - Peter Goalby – vodeći vokal (1981. – 1986.) - John Sinclair – klavijature (1981. – 1986.) - Bob Daisley – basist (1981. – 1983.) - Steff Fontaine – vodeći vokal (1986.) |

zamjenski glazbenici
- John Jowitt – basist (2013.; zamjena Trevoru Bolderu)

## Diskografija
Objavili su 24 studijska albuma, 18 albuma uživo, 39 kompilacijskih albuma, 33 singla i snimili 18 spotova.

### Studijski albumi
- ...Very 'Eavy ...Very 'Umble (1970.)
- Salisbury (1971.)
- Look at Yourself (1971.)
- Demons and Wizards (1972.)
- The Magician's Birthday (1972.)
- Sweet Freedom (1973.)
- Wonderworld (1974.)
- Return to Fantasy (1975.)
- High and Mighty (1976.)
- Firefly (1977.)
- Innocent Victim (1977.)
- Fallen Angel (1978.)
- Conquest (1980.)
- Abominog (1982.)
- Head First (1983.)
- Equator (1985.)
- Raging Silence (1989.)
- Different World (1991.)
- Sea of Light (1995.)
- Sonic Origami (1998.)
- Wake the Sleeper (2008.)
- Celebration (2009.)
- Into the Wild (2011.)
- Outsider (2014.)
- Living the Dream (2018.)
- Chaos & Colour (2023.)

## Vanjske poveznice
- Službene stranice
- Facebook
- Diskografija Uriah Heepa na MusicBrainzu
- Uriah Heep[neaktivna poveznica] na MusicMightu